# Lüliang Shan
Lüliang Shan (chiń. upr. 吕梁山; chiń. trad. 呂梁山; pinyin Lǚliáng Shān) – góry w środkowych Chinach, w zachodniej części prowincji Shanxi. Rozciągają się z północnego wschodu na południowy zachód na długości ok. 400 km i tworzą dział pomiędzy Huang He i Fen He. Wznoszą się średnio na wysokość 1500 m n.p.m. Najwyższym szczytem jest Guandi Shan, który wznosi się na wysokość 2830 m n.p.m.